# 劉晋鈺
劉 晋鈺（りゅう しんぎょく）は、中華民国の電力事業の専門家。台湾電力の会長職などを歴任した。
上海震旦大学電気系を卒業後、フランスパリ大学に進学し、1930年に帰国。1932年に第一次上海事変が発生すると、国民党軍及び上海市民に対する電力と水道の供給に尽力。中華民国の首都である南京市が日本軍に占領されると、昆明市に移動し資源委員会昆明発電所工程処主任、昆湖発電所所長に就任、また4,000ワットの発電施設と、2000ワット出力の防空発電所を建築した。
1940年にベトナムに赴任し中華民国経済部駐ベトナム代表を務める。そして1943年にはアメリカ及びカナダ、イギリスの電気事業視察を行っている。
太平洋戦争終結後、資源委員会專門委員に任命され台湾の電力事業の接収に当たった。1946年、台湾電力が成立すると董事長兼総経理となり台湾における電力行政の責任者として手腕を振るった。
1950年7月、左傾化した子女を大陸に送ったスパイ容疑で逮捕され、台湾電力職員の厳恵先とともに銃殺刑に処される。この事件は白色テロとして台湾社会に衝撃を与えたほか、呉国楨、任顕群と蔣介石の関係を悪化させるなどの影響を与えた。